# 雷德羅克鎮區 (明尼蘇達州毛爾縣)
雷德羅克鎮區（英語：Red Rock Township）是位於美國明尼蘇達州毛爾縣的一個行政鎮區。

## 地方資料
雷德羅克鎮區的面積為91.59平方千米，皆為陸地。根據2020年美國人口普查的數據，當地共有人口723人，而人口密度為每平方千米7.89人。